# 베이스 (기업)
주식회사 베이스는 대한민국의  전자부품 제조 기업이다.